# Проломник большой
Проло́мник большо́й, или Проломник кру́пный, или Проломник наибо́льший, или Проломник Турчани́нова (лат. Andrōsace māxima) — вид двудольных растений рода Проломник (Androsace) семейства Первоцветные (Primulaceae). Таксономическое название было опубликовано шведским систематиком Карлом Линнеем в 1753 году.
Подвид — Androsace maxima subsp. caucasica (Kusn.) Fed..

## Распространение и среда обитания
Растение-космополит, широко распространённое во многих странах Европы, северной Африки, в западной, центральной и восточной Азии. Занесено в США.
В России встречается на Кавказе, в европейской части страны, в западной и центральной Сибири.
Типовой экземпляр был собран в Австрии.
Растёт по берегам рек, на каменистых участках, горных лугах и степях. Светолюбивое растение; мезофит, мезотроф.

## Ботаническое описание
Однолетнее травянистое растение.

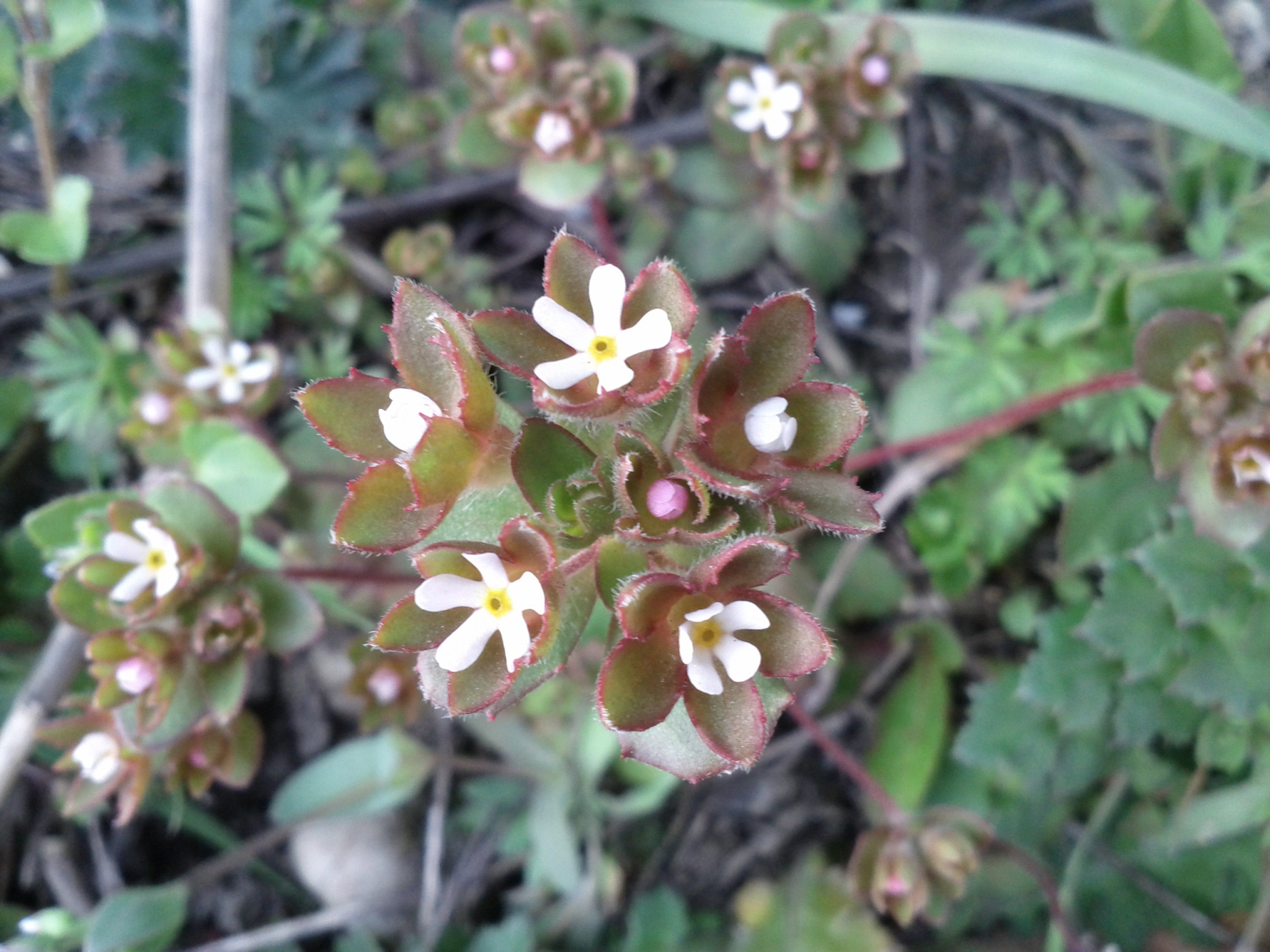
Соцветие

Листорасположение очерёдное. Листья простые, опушённые, овальной или ромбической формы, размещены в прикорневой розетке.
Соцветие — зонтик, несёт мелкие (размером до 1 см) цветки белого или розового цвета с пятью лепестками.
Плод — коробочка бурого или зелёного цвета.

## Значение
Выращивается в качестве декоративного растения.

## Замечания по охране
Внесён в Красную книгу Пермского края (Россия).

## Синонимы
Синонимичные названия:
- Androsace maxima var. longifrons Borbás
- Androsace maxima var. macrantha Bunge ex R.Knuth
- Androsace maxima var. micrantha Bunge ex R.Knuth
- Androsace maxima var. stricta Bunge ex R.Knuth
- Androsace maxima subsp. turczaninovii (Freyn) Fed.
- Androsace maxima f. uniflora Bunge ex R.Knuth
- Androsace tauscheri Gand.
- Androsace torrepandoi Gand.
- Androsace turczaninowii Freyn
- Aretia maxima (L.) Bubani
- Primula arvensis E.H.L.Krause
- Primula maxima (L.) Kuntze